# Ugo Lanza
Ugo Lanza (Trieste, 23 settembre 1918 – Milano, 6 luglio 1998) è stato un imprenditore italiano.
Laureato in scienze diplomatiche, fece per alcuni anni il giornalista. Nel dopoguerra si trasferì a Milano, dove divenne imprenditore. Assieme a Marcello Bich produsse e lanciò in Italia la penna a sfera su brevetto dell'ungherese László Bíró. Nel 1973 inventò e mise in commercio il primo rasoio usa e getta prodotto dalla Società Bic Italia S.p.A.